# Кратчайшие анналы Рейхенау
Кратчайшие анналы Рейхенау (лат. Annales Augienses brevissimi) — небольшие исторические заметки, сохранившиеся в выполненной ирландцем рукописи IX в., некоторое время хранившиеся в монастыре Рейхенау. Охватывают период с 541 по 817 гг. Описывают события истории Франкского государства и соседних стран.

## Издания
- Annales Augienses brevissimi // MGH, SS. Bd. III. Hannover. 1839, p. 136—137[2].

## Переводы на русский язык
- Кратчайшие анналы Рейхенау в переводе И. В. Дьяконова на сайте Восточной литературы